# Hit the Road Jack
"Hit the Road Jack" – piosenka napisana przez Percy'ego Mayfielda, wykonywana przez Raya Charlesa. Przez dwa tygodnie utrzymywała się na pierwszym miejscu listy Billboard Hot 100, począwszy od 9 października 1961 roku. Utwór został zadedykowany Jackowi Kerouacowi.
Oryginalna wersja piosenki została użyta w sitcomie Unhappily Ever After, filmie Grumpier Old Men oraz w TVP jako sygnał audycji Telewizyjne Technikum Rolnicze.

## Covery
- Monica Zetterlund (1961)[1]
- The Animals (1966)
- Big Youth w wersji reggae na jego albumie Hit the Road Jack z 1976 roku. Znalazła się także na płycie Natty Universal Dread 1973-1979.
- The Stampeders (1970)
- Suzi Quatro (1970)
- Donald Lautrec - Hit The Road Jack (1979, wersja disco)
- The Residents (1987)
- Buster Poindexter (1989)
- Yellowman (1991)
- Miyavi (2005 - live)
- Basement Jaxx (2006)
- Tic Tac Toe (2006)
- The Lenelles (2007)
- Acid Drinkers (Fishdick Zwei – The Dick Is Rising Again 2010)
- Divine Intervention (2012)
- Melanie Martinez (2012)
- Spring Quintet plays Rock (2014)
- Throttle (2017) – złota płyta w Polsce[2]